# Willman 1
Willman 1 és una galàxia nana de baixa lluminositat o un cúmul estel·lar. Willman 1 va ser descobert el 2004. Porta el nom de Beth Willman del Haverford College, l'autor principal d'un estudi basat en les dades de mesura de l'Sloan Digital Sky Survey. L'objecte és un satèl·lit de la Via Làctia, a uns 120.000 anys llum de distància. Willman 1 té una forma el·líptica amb el radi llum mitjà d'uns 25 pcs. La seva velocitat heliocèntrica és d'aproximadament −13 km/s.
El 2007, va ser declarada la galàxia menys massiva coneguda, obrint una nova categoria de galàxies de massa baixa, inferior al mínim teòric de 10 milions de masses solars que hom creien necessàries per formar una galàxia.
A partir del 2016, és la tercera galàxia més dèbil probable que es coneix, després de Segue 1 i Verge I, i és inferior a la desena d'una mil·lèsim de lluminositat de la Via Làctia. Té una magnitud absoluta de -2,7 ± 0,7. Les observacions indiquen que la seva massa és d'aproximadament 0,4 milions de masses solars, cosa que significa que la relació entre la massa de Willman 1 i la llum de Willman 1 és d'uns 800. Una elevada relació massa-llum implica que Willman 1 està dominat per la matèria fosca. Tanmateix, és difícil estimar la massa d'aquests objectes febles perquè qualsevol estimació massiva es basa en una suposició implícita que un objecte està lligat gravitatòriament, cosa que pot no ser certa si l'objecte es troba en un procés de disrupció.
La població estel·lar de Willman 1 consisteix principalment de les estrelles velles van formar-se fa més de 10 bilions d'anys. La metal·licitat d'aquestes estrelles és també molt baixa a [Fe/H] ≈ −2.1, cosa que significa que contenen 110 menys voltes elements pesants que el Sol.

## Altres referències
- NED «Results for SDSS J1049+5103». NASA/IPAC Extragalactic Database. Jet Propulsion Laboratory, California Institute of Technology, under contract with the National Aeronautics and Space Administration, 09-01-2007.
- Martin, N. F.; De Jong, J. T. A.; Rix, H. W. «A Comprehensive Maximum Likelihood Analysis of the Structural Properties of Faint Milky Way Satellites». The Astrophysical Journal, 684, 2, 2008, pàg. 1075. arXiv: 0805.2945. Bibcode: 2008ApJ...684.1075M. DOI: 10.1086/590336.
- Willman, Beth; Blanton, Michael R.; West, Andrew A.; Dalcanton, Julianne J. «A New Milky Way Companion: Unusual Globular Cluster or Extreme Dwarf Satellite?». The Astronomical Journal, 129, 6, 2005, p. 2692–2700. DOI: 10.1086/430214.
- Willman, Beth; Geha, Marla; Strader, Jay; Strigari, Louie «Willman 1—A Probable Dwarf Galaxy with an Irregular Kinematic Distribution». AJ, 142, 4, 10-2011, p. 128. DOI: 10.1088/0004-6256/142/4/128.